# Снегуров, Аркадий Иванович
Арка́дий Ива́нович Снегу́ров (18 сентября 1900, Саратов, Российская империя — 16 марта 1956, Харьков, Украинская ССР, СССР) — советский военачальник, генерал-майор артиллерии (29.03.1944).

## Биография
Родился 18 сентября 1900 года в городе Саратове, в семье учителей. Русский.
До службы в армии с сентября 1910 года учился в реальном училище в города Саратов.

### Военная служба

#### Первая мировая война
В августе 1916 года сбежал на фронт и воевал рядовым разведчиком в 8-й батарее 1-й осадной артиллерийской бригады. В феврале 1917 года после контузии направлен домой, после возвращения на родину продолжил учёбу в реальном училище.

#### Гражданская война
В начале февраля 1918 года в городе Саратов добровольно вступил в РККА. В мае с телефонно-телеграфной ротой убыл на Южный фронт, где рота влилась в батальон связи экспедиционной дивизии, Снегуров работал на линиях телефонистом в районах станиц Вешенская, Мигулинская, Глазуновская, Усть-Медведицкая, Урюпинская. Затем был переведен во взвод конных разведчиков ординарцем. Участвовал с ним в боях при прорыве конницы генерала К. К. Мамонтова на город Козлов. В августе 1919 года был ранен, а после выздоровления направлен на Саратовские артиллерийские курсы, где в 1919 году вступил в РКП(б). В марте 1920 года окончил их и был направлен в Школу высшего комначсостава автобронечастей Республики в Москву. После её окончания с сентября служил в должности помощника командира по строевой части на бронепоездах № 85, 62, 8, 23 в ПриВО и МВО. В марте — мае 1921 года помощником командира бронепоезда № 85 принимал участие в ликвидации вооруженных отрядов А. С. Антонова и Попова в Тамбовской и Саратовской губерниях.

#### Межвоенные годы
В сентябре 1923 года был зачислен слушателем Высшей артиллерийской школы в городе Детское Село. После выпуска из школы направлен в 84-ю стрелковую дивизию МВО в городе Тула, где командовал батареей легкого артиллерийского полка, с сентября 1926 года — дивизионом 251-го стрелкового полка. С июня 1928 года исполнял должность начальника штаба 2-го полка бронепоездов в городе Карачев, с декабря командовал учебным дивизионом в 108-м артиллерийском полку АРГК в городе Бронница. В декабре 1929 года переведен в Московскую артиллерийскую школу им. Л. Б. Красина, где был командиром батареи и врид командира дивизиона. В феврале 1931 года Снегуров назначен в Главное управление РККА на должность помощника начальника 5-го сектора. С ноября 1931 года командовал дивизионом в 1-м Киевском артиллерийском училище. В апреле 1937 года он переводится командиром 17-го корпусного артиллерийского полка КВО в город Винница. С мая 1938 года — начальник артиллерии 72-й стрелковой дивизии 17-го стрелкового корпуса КОВО, с октября — начальник артиллерии корпуса. В конце апреля 1940 года полковник Снегуров назначен начальником артиллерии 62-й стрелковой дивизии. С июня исполнял должность помощника начальника по учебно-строевой части 2-го Киевского артиллерийского училища. С февраля 1941 года — начальник артиллерии 25-го стрелкового корпуса, который в июне вошел в 19-ю армию СКВО.

#### Великая Отечественная война
С началом войны корпус в составе армии находился в резерве Ставки ГК, в начале июля 1941 года был передан Западному фронту и вступил в тяжелые бои с превосходящими силами противника. Участвовал во фронтовом контрударе в районе города Витебск, в Смоленском сражении. Во второй половине июля подвижные соединения противника, прорвав оборону войск армии, окружили соединения корпуса западнее города Смоленск. В дальнейшем, после выхода из кольца окружения, соединения и части корпуса в ходе Смоленского сражения вели боевые действия в составе 19-й и 16-й армий Западного фронта. С 22 июля корпус находился в резерве Западного, затем Юго-Западного фронтов, а 25 августа он был расформирован.
19 ноября 1941 года Снегуров назначен начальником артиллерии формирующейся в ПриВО 10-й резервной армии. К началу декабря она была передислоцирована в район город Рязань и с 1 декабря включена в состав войск Западного фронта. Участвовала в контрнаступлении под Москвой, в Тульской наступательной операции и развитии наступления на жиздренском направлении.
В феврале 1942 года Снегуров вступил в командование 7-й запасной артиллерийской бригадой. С августа он исполнял должность начальника артиллерии 38-й, затем 13-й армий Брянского фронта. В их составе принимал участие в Воронежско-Ворошиловградской оборонительной операции. Приказом по войскам Брянского фронта от 7 декабря 1942 года полковник Снегуров назначен командиром 24-й тяжелой пушечной артиллерийской бригады, входившей в состав 5-й артиллерийской дивизии прорыва РГК. В составе Брянского и Центрального (с 13 марта 1943 г.) фронтов участвовал с ней в Воронежско-Касторненской и Харьковской наступательных операциях. Приказом по войскам Центрального фронта от 4 мая 1943 года допущен к исполнению должности командира 5-й артиллерийской дивизии прорыва РГК. В составе 4-го артиллерийского корпуса прорыва воевал до конца войны на Центральном, Белорусском, 1-м Белорусском фронтах. Дивизия под его командованием участвовала в Курской битве, битве за Днепр, в Гомельско-Речицкой, Белорусской, Минской, Люблин-Брестской, Висло-Одерской, Варшавско-Познанской, Восточно-Померанской к Берлинской наступательных операциях.
За время войны комдив Снегуров был пять раз персонально упомянут в благодарственных приказах Верховного Главнокомандующего.

#### Послевоенное время
После войны генерал-майор артиллерии Снегуров продолжал командовать 5-й артиллерийской дивизией РГК в ГСОВГ. В мае 1946 года назначен командиром 20-й гвардейской отдельной артиллерийской бригады БМ РВК. 19 марта 1947 года за упущения при руководстве бригадой отстранен от должности и назначен с понижением командующим артиллерией 23-й отдельной стрелковой Лисичанской Краснознаменной бригады. 14 января 1949 года генерал-майор артиллерии Снегуров уволен в запас.
Умер 16 марта 1956 года, похоронен на городском кладбище № 2 города Харькова.

## Награды
- два ордена Ленина (21.02.1945[3], 29.05.1945[4])
- три ордена Красного Знамени (15.07.1943[5], 03.11.1944[6], 20.06.1949[7])
- два ордена Суворова II степени (09.02.1944[8], 06.04.1945[9])
- орден Кутузова II степени (23.07.1944)[10]
- орден Красной Звезды (15.04.1943)[11]

медали в том числе:
- - «XX лет Рабоче-Крестьянской Красной Армии» (1938)[9]
  - «За оборону Москвы» (23.12.1944)[12]
  - «За победу над Германией в Великой Отечественной войне 1941—1945 гг.»
  - «За взятие Берлина»
  - «За освобождение Варшавы»

Приказы (благодарности) Верховного Главнокомандующего в которых отмечен А. И. Снегуров
- За переход в наступление из района Ковеля, прорыв сильно укрепленной обороны немцев продвижение вперед на 50 километров, выход к реке Западный Буг, и овладении более 400 населенных пунктов, в том числе крупных населенных пунктов Ратно, Малорыта, Любомль, Опалин. 20 июля 1944 года. № 142.
- За овладение сильными опорными пунктами обороны немцев Варка, Груйец, Козенице, Солец, Зволень, Бялобжеги, Едлинск, Илжа, а также занятие более 1300 других населенных пунктов. 16 января 1945 года. № 221
- За овладение городами Бервальде, Темпельбург, Фалькенбург, Драмбург, Вангерин, Лабес, Фрайенвальде, Шифельбайн, Регенвальде и Керлин — важными узлами коммуникаций и сильными опорными пунктами обороны немцев в Померании. 4 марта 1945 года. № 288.
- За овладение городом Альтдамм и ликвидировали сильно укрепленный плацдарм немцев на правом берегу реки Одер восточнее Штеттина. 20 марта 1945 года. № 304.
- За полное овладение столицей Германии городом Берлин — центром немецкого империализма и очагом немецкой агрессии. 2 мая 1945 года. № 359.